# Douglas Emerson
Douglas Emerson (Glendale, 5 ottobre 1974) è un attore statunitense.
Ha interpretato Scott Scanlon, l'amico di David Silver (Brian Austin Green), nel telefilm cult degli anni '90 Beverly Hills 90210, nella prima e seconda stagione. Il suo personaggio esce di scena quando, maneggiando la pistola del padre, viene per errore colpito a morte.
La sua rapida uscita dal cast lo ha fatto ben presto dimenticare, al contrario di suoi colleghi più fortunati. Con Beverly Hills 90210, infatti, si può dire che abbia chiuso con il cinema e la TV nonostante avesse in precedenza recitato in altri film, tra cui Blob - Il fluido che uccide (1988), e avesse fatto brevi apparizioni in altre fiction televisive. Sposato, è entrato nell'United States Air Force, da cui ha preso congedo nel 2003.

## Filmografia

### Cinema
- Body Slam, regia di Hal Needham (1986)
- Papà hai trovato un tesoro (Million Dollar Mystery), regia di Richard Fleischer (1987)
- Blob - Il fluido che uccide (The Blob), regia di Chuck Russell (1988)
- Good Old Boy: A Delta Boyhood, regia di Tom G. Robertson (1988)

### Televisione
- Herbie - The Love Bug - serie TV, 5 episodi (1982)
- Autostop per il cielo (Highway to Heaven) - serie TV, episodio 1x12 (1984)
- Wildside - serie TV, episodio 1x03 (1985)
- Alfred Hitchcock presenta (Alfred Hitchcock Presents) - serie TV, episodio 1x01 (1985)
- Malizia a Hollywood (Malice in Wonderland), regia di Gus Trikonis (1985) - film TV
- Ai confini della realtà (The Twilight Zone) - serie TV, episodio 1x16 (1986)
- Trapper John (Trapper John, M.D.) - serie TV, episodio 7x12 (1986)
- Brothers - serie TV, episodio 3x11 (1986)
- Something in Common, regia di Glenn Jordan (1986) - film TV
- Disneyland - serie TV, episodio 31x07 (1986)
- Super Vicki (Small Wonder) - serie TV, episodio 2x12 (1986)
- Giudice di notte (Night Court) - serie TV, episodio 4x09 (1986)
- Dolly - serie TV, episodio 1x10 (1987)
- Mr. Belvedere - serie TV, episodio 4x09 (1988)
- Blue Jeans (The Wonder Years) - serie TV, episodio 1x02 (1988)
- Beverly Hills 90210 - serie TV, 26 episodi (1990-1991)
- Blossom - Le avventure di una teenager (Blossom) - serie TV, episodio 2x05 (1991)